# Емелян Пугачов
Емелян Иванович Пугачов (на руски: Емелья́н Ива́нович Пугачёв) е донски казак, предводител на Селската война в Русия 1773 – 1775 г.
Възползвайки се от слуховете, че император Петър III е жив, Пугачов заявява, че е той самият. Той е един от десетките самозванци, представящи се за Петър и може би най-сполучливият от тях. Почвата за въстанието била готова: недоволството на казаците, вълнения сред селяните. Малко от казаците вярвали, че Пугачов е Петър III, но все пак тръгнали след него. Скривайки неграмотността си, той не подписвал манифестите си.